# Kungens får
Kungens får har varit allmänhetens informella benämning på får som betat i Drottningholms slottspark, i Hagaparken och på Djurgården i Stockholm, men inga av dessa får har någonsin ägts av kungen. Kungens får är också ett registrerat varumärke som sedan 2008 ägs av Kungliga Djurgårdsförvaltningen.
Den första fårhjorden som dokumenterat kallades Kungens får var de får som under kung Gustaf V:s regeringstid år 1924 inköptes av Kungliga Byggnadsstyrelsen, en fårhjord som hölls i Dragonstallet vid Drottningholms slott åren 1924–1954. 
Fårhjorden, som 1939–1991 ägdes av Stockholms stads schäferi, kallades i folkmun också för "Kungens får", trots att dessa tillhörde staden och därmed invånarna själva. Fåren vaktades av anställda herdar i Hagaparken efter krigsutbrottet 1939 fram till år 1944. De flyttades sedan till ett större vinterstall vid Åkeshovs slott 1944, och betade sommartid i Hagaparken fram till 1947. Åren 1947–1986 drevs Stockholms stads får på nationaldagen till sommarbete på Norra Djurgården, där de betade på framför allt Ladugårdsgärdes gräsytor och hölls i en nattfålla vid Kungliga Borgen. 1986–1991 flyttades sommarbetet till Järvafältet. År 1991 avvecklade Stockholms stad sin fårhållning.[källa behövs]
Sedan år 1995 har Djurgårdsförvaltningen under namnet Kungens får hyrt in får över sommaren från olika privata fårägare, vilka ombesörjt skötsel och vallande av fåren på Djurgårdens gräsytor, framför allt vid Stora Skuggan där de hålls i en nattfålla.

## Kungens får
På kungsgårdarna runtom i Sverige, vilka under äldre medeltid kallades Uppsala öd, har hållits boskap, som kallats kungens, "Kungens får", "Kungens kor", såväl "kungens hästar" i Kungliga Hovstallet är omskrivna. Även vilda djur kunde kallas kungliga, kungens lejon (Fredrik I:s lejon) hölls i bur på Lejonslätten (vid nuvarande Nordiska museet), och drottning Kristinas lejon och tigrar hölls vid Kaknäs på Djurgården. Det sista lejonet sägs ha skjutits vid lejonslätten år 1792 av en jägare som bodde ungefär vid nuvarande Nordiska museet.
Kungliga djur har genom historien upplevts som intressanta och några som är kända med namn är Karl XII:s hund Pompe och hans häst Brandklipparen. Kung Carl XVI Gustafs hund Jambo är välkänd, och kungens tidigare hund Ali, som efter kritik från muslimska grupper, och alarmerande telegram från svenska ambassaden i Pakistan, där residenset omringats av rasande människor som skulle hämnas förolämpningen (Ali var också namnet på en kusin till profeten Muhammed), måste byta namn till Charlie, är ett annat exempel. Det senaste kungliga djuren som uppmärksammats är kung Carl XVI Gustafs elefanter Bua och Saonoi (2003) som lever i Kolmårdens Djurpark, och kungens Simmentalerkor vid Stenhammars slott (2012).. Livrustkammaren anordnade år 2001 en särskild utställning om de kungliga djuren kallad Trofast - hov och tass i kunglig tjänst.
"Kungens får" kallades kung Gustaf V:s får vid Drottningholms slott, och namnet är tidigast dokumenterat på filtar som tillverkades före 1943 på Tidstrands yllefabrik vid Solarfskvarnen i Sågmyra i Dalarna, Där vävdes filtar och före 1943 vävdes "Prinsessornas filt", små barnfiltar med prins- och prinsessmönster. Förpackningen hade bilder med de så kallade Hagasessorna; Birgitta, Margaretha och Désirée, samt med texten "delvis av ULL från KUNGENS FÅR vid DROTTNINGHOLM".1942 arbetade cirka 800 arbetare på Tidstrands yllefabrik och producerade filtar, plädar, tyger, garner med mera. 100 000 filtar producerades årligen, många designade av Sigvard Bernadotte, och det sägs att varje hem hade en Tidstrands-filt.. "Prinsessornas filtar" med ull från "Kungens får" bör alltså ha varit mycket vanliga i det svenska hemmen, och begreppet "Kungens får" var välkänt.

## Kungens får på Drottningholm

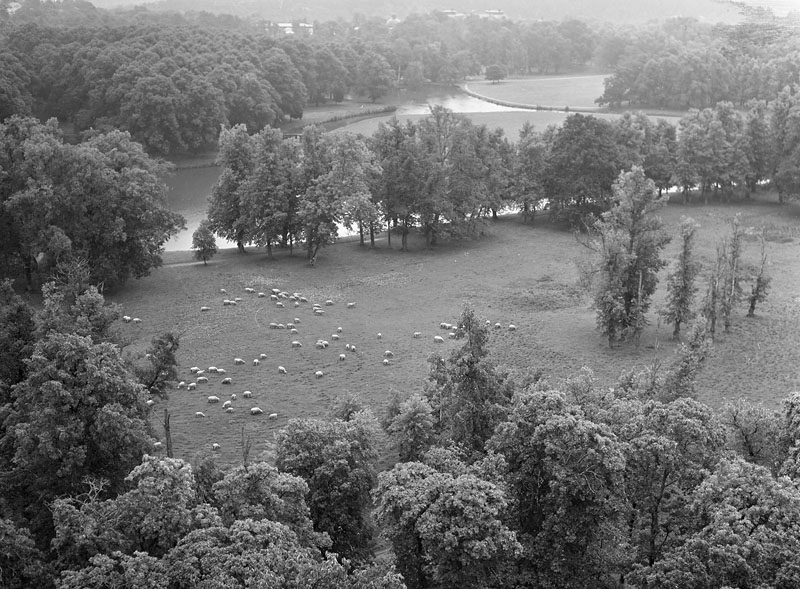
Utsikt över Drottningholmsparken från Götiska tornet. Får på bete 1950

Får har hållits sedan århundraden vid Drottningholms slott. Drottningholms kungsgård var en kungsgård med namn Torvesund, anlagd av Gustav Vasa, och får i en ladugård öster om Hemmet är omskrivna från Johan IIIs tid.
År 1777 köpte staten Drottningholmsegendomen av drottning Lovisa Ulrika av Preussen och ägs sedan dess av svenska staten och förvaltas idag av Statens fastighetsverk medan ståthållarämbetet förvaltar kungens dispositionsrätt. 
Fårhållningen vid Drottningholm fick under Gustaf V:s regeringstid en nystart år 1924 när Dragonstallet omgestaltades till ett fårstall, för 250 får, inköpta av Kungliga Byggnadsstyrelsen från England. Skriftliga källor anger att dessa får skulle ha tillhört rasen merino, men fotografier tagna under 1950-talet avbildar får med svarta huvuden, varför fåren förmodligen tillhörde någon av raserna shropshire eller oxford down.
Det bör ha varit dessa får som kallades "Kungens får", på filtarna, omnämnda ovan. Fåren flyttades därifrån när fårladan vid Götiska tornet byggdes. År 1954 revs stallinredningen i Dragonstallet och huset byggdes om till magasin för Kungliga husgerådskammaren.
Fram till mitten av 1950-talet betade får i Drottningholms slottspark och det fanns då fortfarande en anställd fåraherde. Vid denna tid avvecklades uppenbarligen schäferiet på Drottningholm. Mellan 2009 och 2013 har svanhusholmen och ytorna närmast Götiska tornet betats av får i privat regi. Det tidigare fårstallet vid Götiska tornet inrymmer idag en bilverkstad.

## Stockholms stads fårhjord

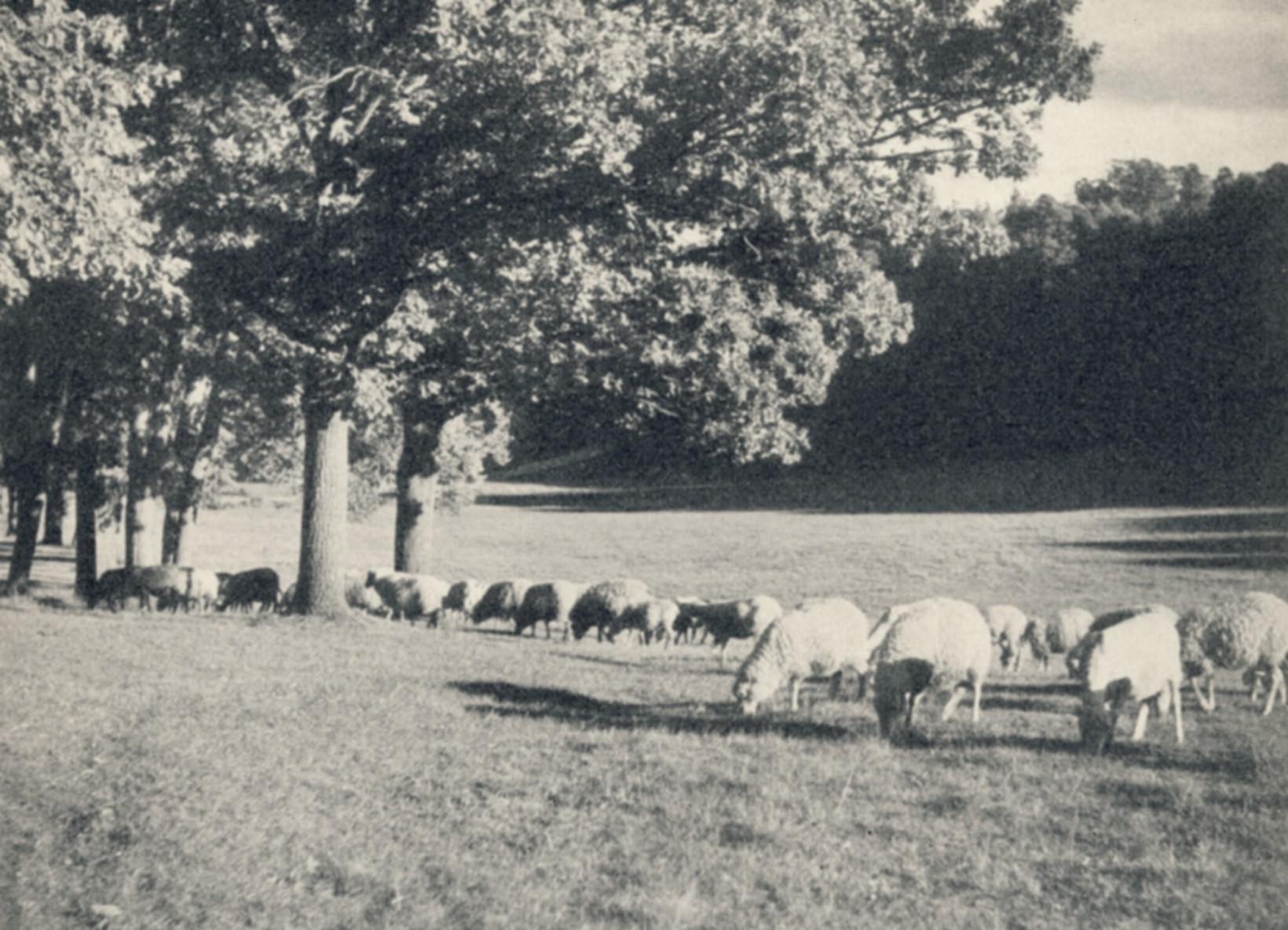
Hagaparken, 1930-40-talet.

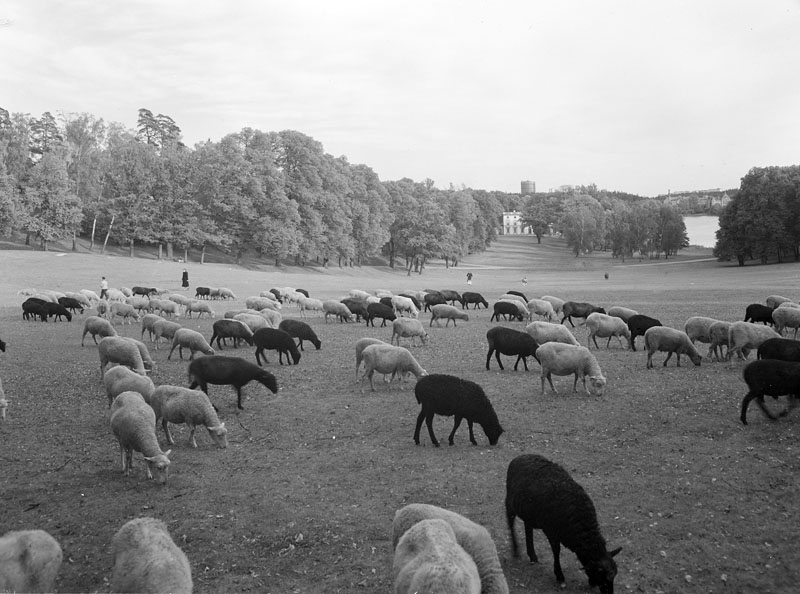
Fårbete i Hagaparken, 1949.

Stockholms Stads parker genomgick en reformerande konceptplanering från trettiotalet och fram till åttiotalet, tack vare gatuborgarrådet Yngve Larsson och två profilerade stadsträdgårdsmästare som Larsson varit drivande att anställa; Osvald Almqvist och Holger Blom. 
Almqvist var 1936–1938 stadsträdgårdsmästare i Stockholm. Under hans korta tid som Stockholms stadsträdgårdsmästare formade han planeringsidéer som under en lång tid skulle bli vägledande för gestaltningen av stadens parker. År 1938 ville Almqvist bli entledigad från sin tjänst och han ersattes av Holger Blom, även han utbildad arkitekt. 
Den nyanställde stadsträdgårdsmästaren Holger Blom formulerade och omsatte riktlinjerna och tillsammans med sin medarbetare Erik Glemme gjorde han att Stockholms parker upplevde en storhetstid, med det som ansågs vara världens mest progressiva parkpolitik.
Holger Blom ville levandegöra parkerna, och större områden tyckte han hellre borde skötas med betande boskap, än med maskiner. Att Stockholms stad skulle hålla en egen fårhjord som betade i gröna parker harmonierade väl med detta koncept, och beslut togs att starta ett schäferi, vilket är en äldre benämning för att större, kommersiellt hållande av får, med tillhörande byggnader och ekonomi. 
År 1939 införskaffade Stockholms stad genom stadsträdgårdsmästaren Holger Bloms initiativ de första fåren, som en del i beredskapsåtgärder i samband med andra världskrigets utbrott. Fåren skulle ge ull, kött samt kunna ersätta krigsmobiliserade parkarbetare. 
| ” | En av stadsträdgårdsmästarens medarbetare fick hastigt och lustigt sätta sig in i fårskötsel och anförskaffa vallhund och stall samt anställa en herde. 40 tackor, en bagge och 33 lamm bestod hjorden av från början. Fåren blev snabbt ett uppskattat inslag i Hagaparken, där de betade i den pastorala idyllen på pelousen nedanför koppartälten. Djuren kallades i folkmun "kungens får" vilket de aldrig varit. | „ |

Redan före kriget hade det diskuterats att hålla får för bete på Bromma flygplats. Yngve Larsson, som var ordförande i 
Flyghamnsstyrelsen, realiserade planerna, och Stockholms stad byggde 1940 också ett fårstall ute på Bromma flygfält med plats för 300 får som inköptes på Gotland samt anställde en fåraherde. 
Som mest bestod denna fårhjord av över 750 får. Verksamheten lades ned år 1948.

### Hagaparken 1939–1944
I början inhystes fåren i ett stall i Hagaparken, och betade på pelousen nedanför koppartälten. Denna byggnad, uppförd 1860–1879, står fortfarande kvar, belägen invid parkeringen vid Koppartälten, och kallas än idag för fårstallet.
Sveriges arvprins, Gustaf Adolf (1906–1947) hade 1932 gift sig med Sibylla av Sachsen-Coburg-Gotha och flyttat till Haga slott med sin familj, och Hagasessorna, som växte upp på Haga slott under fyrtiotalet, fick nu en egen fårhjord.
Men medan den mångåriga fåraherden Nils Nilsson vaktade fåren med vallhund växte hjorden i storlek, och snart ansågs deras stall vara för litet. Som nytt vinterstall valdes en byggnad invid ladugården vid Åkeshovs slott, dit fåren flyttades år 1944, men sannolikt betade fåren under sommaren i Hagaparken fram till 1947, när de började tas till sommarbete på Gärdet.

### Fårstallet i Åkeshov 1944–1989
Åkeshovs slott och marken omkring hade inköpts för 400 000 kronor från friherre K.F.L. von Friesendorff av Stockholms stad år 1904, varvid mycket av marken styckades och bebyggdes med villor och flerfamiljshus. Åkrar, ängar och skog på gården omfattade 177 har, dessutom hörde till gården 35 hektar av Bromma flygfält. På gården hölls år 1938 9 hästar, 62 kor, 1 tjur och 30 höns, vilka år 1944 kompletterades med en fårhjord.
Fårstallet bestod av en öppen, ouppvärmd hall, med stödjande stolpar. Ovanpå stallet fanns en höskulle med plats för hela vinterns konsumtion av hö och halm (en tacka äter 350–400 kg hö under stallperioden). Ströbädden av halm var av så kallad permanenttyp, vilket innebär att ströbädden inte byts ut under stallperioden, utan bara fylls på med ny halm, som undan för undan trampas ner av fåren kontinuerligt. Det sista dagliga arbetet på eftermiddagen under stallperioden bestod av att fylla på hö i höhäckarna och att fördela ett tiotal halmbalar på den befintliga halmbädden. Under vintern växte alltså stallbädden i höjd, och efter att fåren drivits till sommarbetet i juni drogs bädden ut med traktor och användes som gödsel.
Fårstallet var dagtid öppet för allmänheten att gratis besöka. I en tid när 4H-gårdar och fritidsskolor vanligtvis inte höll djur, utgjorde ett besök hos fåren i Åkeshov en spännande och bildande utflykt. Skolor och daghem brukade göra dagsbesök till stallet i Åkeshov, och i synnerhet kring lamningen, då intensiteten av besökare fick en topp under påsklovet med familjer som ville se de nyfödda lammen.

### Administration och personal

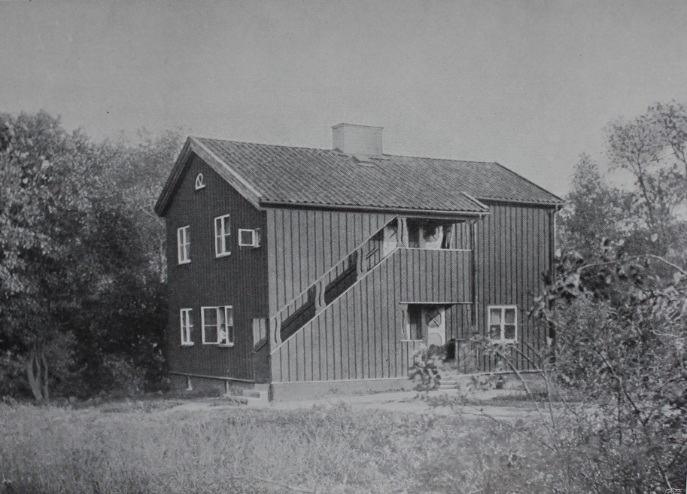
Statarebostad i Åkeshov 1917. I denna stugas övervåning leddes verksamheten med stadens fårhållning.

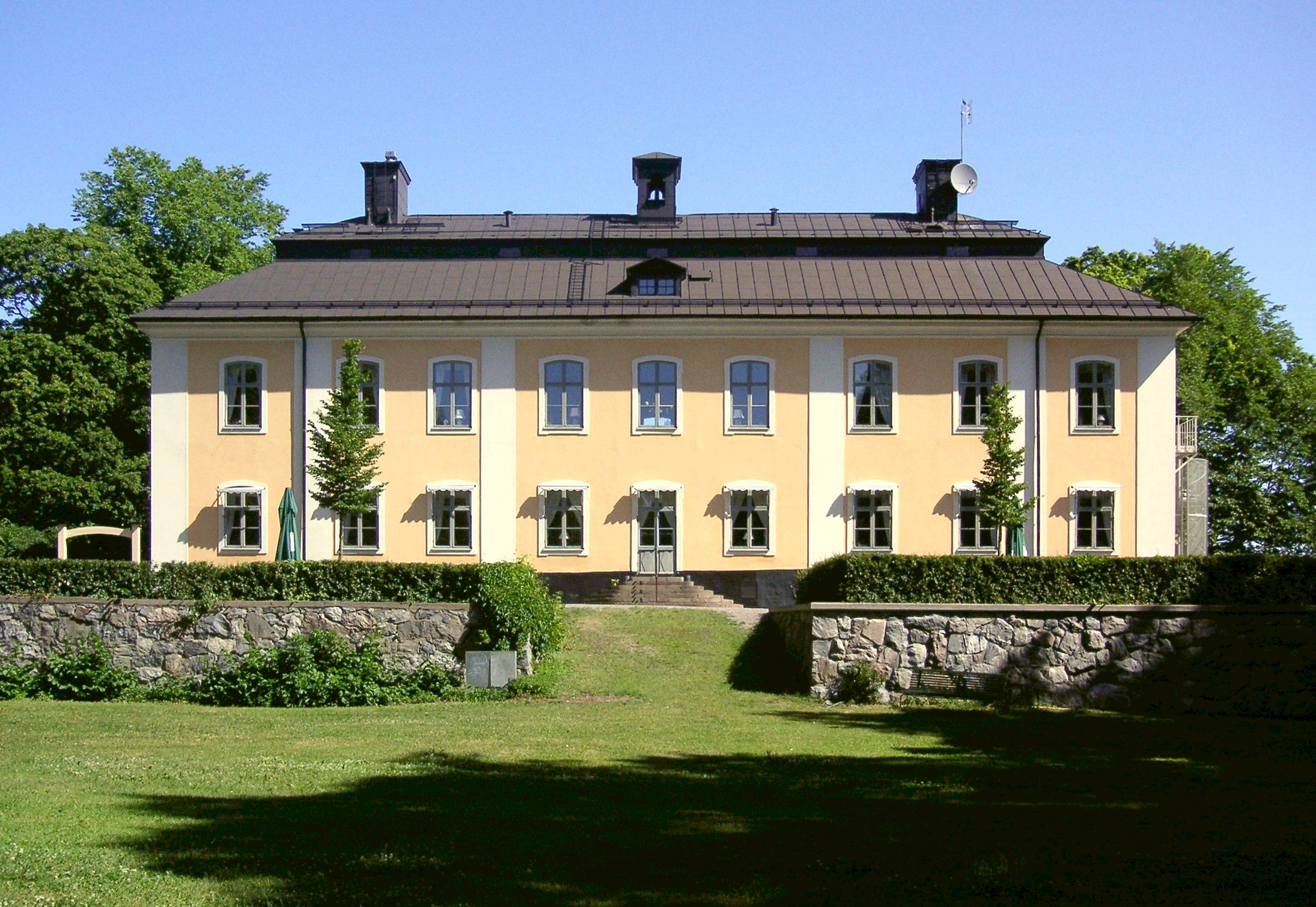
Åkeshovs slott från gårdssidan.

Stockholms Stads fårhållning administrerades av skogvaktare Nils Hansson och arbetsledare Göran Karlström från den f.d. statarebostaden vid Åkeshovs slott som lydde under skogssektionen inom Stockholms stads gatukontors parkavdelning. Senare  uppgick parkavdelningen i Fritidsförvaltningen i form av Stockholms parkförvaltning
Fåraherde från 1939 till 1971 var Nils Nilsson, 1971–1973 Per-Erik Börjesson, 1973–1975 Mats Frank, 1975 Dan Köhl, och från 1976 tills att Stockholms stad avvecklade sin fårhållning var Peter Ohlström den sista ansvariga fåraherden för Stockholms stads fårhjord.
Den fast anställde fåraherden arbetade i veckorna, och avlöstes under helgerna och vid semester av två avbytare, vilka även uppbar OB-tillägg och 100% övertidsersättning, en kostnad som senare skulle komma att kritiseras av i synnerhet borgerliga politiker. Dessa avbytare tillhörde en arbetsstyrka som arbetade inom skogssektionen i Åkeshov, och hade mångårig unik erfarenhet av att assistera den ansvarige herden vid behov. Genom deras kompetens, kunde de utöka arbetsstyrkan vid säsongmässiga arbetstoppar i form av lamning, klippning, mönstring, och lastning vid transporter med lastbil, vid Bellmansdagens firande, samt vid den årliga vandringen till sommarbetet på Gärdet.

### Fåren

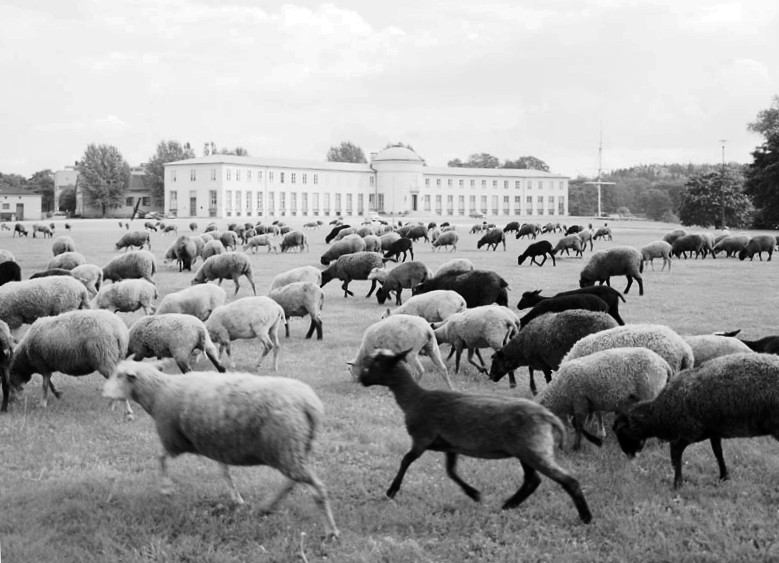
"Kungens får" vid Sjöhistoriska museet under 60-talet. Man ser tydligt att en del får har ljusa ben och huvud, istället för svarta.

Rasen var pälsfår, också kallat Gotlandsfår. (Namnet ändrades i slutet av 1900-talet till Gotlandsfår) Gotlandsfåret är unikt såtillvida att skinnen är optimala ur pälssynpunkt vid samma tid som lammen är slaktmogna. Hjorden bestod till en början av korsningar av Texelfår och Finullsfår, en svensk lantras, vilken var Sveriges vanligaste fårras.  På 1970-talet blev besättningen mer enhetlig av pälsfårstyp, men det fanns fortfarande inslag från lantraserna vilket ibland kunde ses genom att vita lamm med gula ben föddes. Besättningen fick successivt ett ökat inslag av pälsfår genom att nya baggar köptes in på baggauktioner. Baggarna hölls separerade från fårhjorden förutom under betäckning, detta var dels för att precist kunna synkronisera perioden för lamningen, men också för att inte fel bagge skulle betäcka en tacka, och därmed kanske öka inaveln. Alla födda bagglamm kastrerades kort tid efter födseln av samma orsak. Mot slutet av 1980-talet så hade pälsfårsgenerna kommit att dominera, och hjorden hade blivit mer enhetligt gråfärgad.

### Vallhundarna
Vallhundarna tillhörde rasen Bordercollie med ursprung från Skottland. Någon egentlig avel av vallhundar bedrevs inte, utan nya hundar inköptes vid behov från privata uppfödare. Några av vallhundarna var ganska kända, med namnen Park, Tessan, Rita, King, Mitzi och Snapp. . Arbetet för vallhundarna under heta sommardagar på det stora Gärdet var relativt krävande, varför de byttes i samband med herdens lunchpaus, under vilken fåren togs in till fållan för att vila och dricka vatten. Vallhundarna bodde året runt med fåren i särskilda boxar, både i vinterstallet i Åkeshov och i sommarstallet på Gärdet, och utgjorde på det viset en form av nattvakt. Fördelen med detta system var att de var fullständigt präglade på arbetet med fåren, och inte var särskilt präglade på någon enskild person, utan lydde den herde som för dagen arbetade med fåren.
I motsats till vad många tror, används inte vallhundar för att hålla samman fårhjorden, detta klarar fåren själva. När fåren betar vill man tvärtom att de lugnt sprider ut sig, och äter så mycket som möjligt, för att uppnå hög slaktvikt. Om fåren samlas ihop, av vallhund eller attackerande främmande hund, startar ett flyktbeteende, och ledartackorna börjar gå, varpå resten av hjorden följer med. Av denna anledning stör herden fåren så lite som möjligt under betestimmarna, och vallhundarna på Gärdet användes för att förhindra trafikkaos genom att fåren korsade vägar, eller att de försökte lämna den av herden utvalda betesplatsen. men deras huvudsakliga arbete bestod i att driva på fåren vid förflyttningar, från stall ut till bete, och hem igen.
Jämfört med dagens vallhundar som deltar i tävlingar, karakteriserades Stockholms Stads vallhundar av "frånvallning", en något enklare och grövre teknik i vallningen, vilket var en anpassning till långa dagar och stora ytor. När fåren drevs någonstans gick herden och vallhundarna bakom fåren, varvid ledartackorna tog täten och ledde fåren framåt. Detta fungerade väl med generationer av får som oftast visste vart de skulle gå, och det var en arbetsbesparande metod. Hundarna skickades ibland fram mot täten för att korrigera kursriktningen på hjorden. 
Modernare och mer avancerad vallning sker annars genom att herden går framför en flock, och hunden arbetar bakom flocken, och styr fåren efter herden, vilket leder till en större arbetsinsats för hunden, och onödig ansträngning heta sommardagar på stora fält.

### Ladugårdsgärde 1947–1986

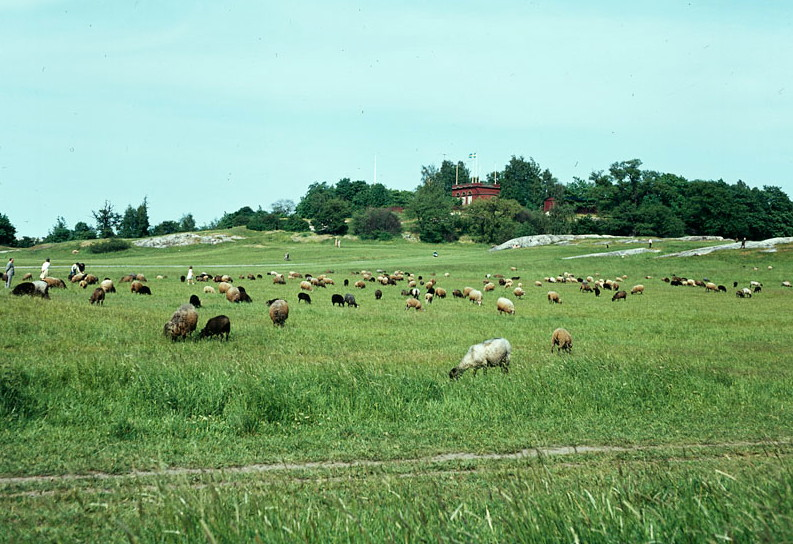
Fårbete 1964 på Ladugårdsgärde vid Borgen

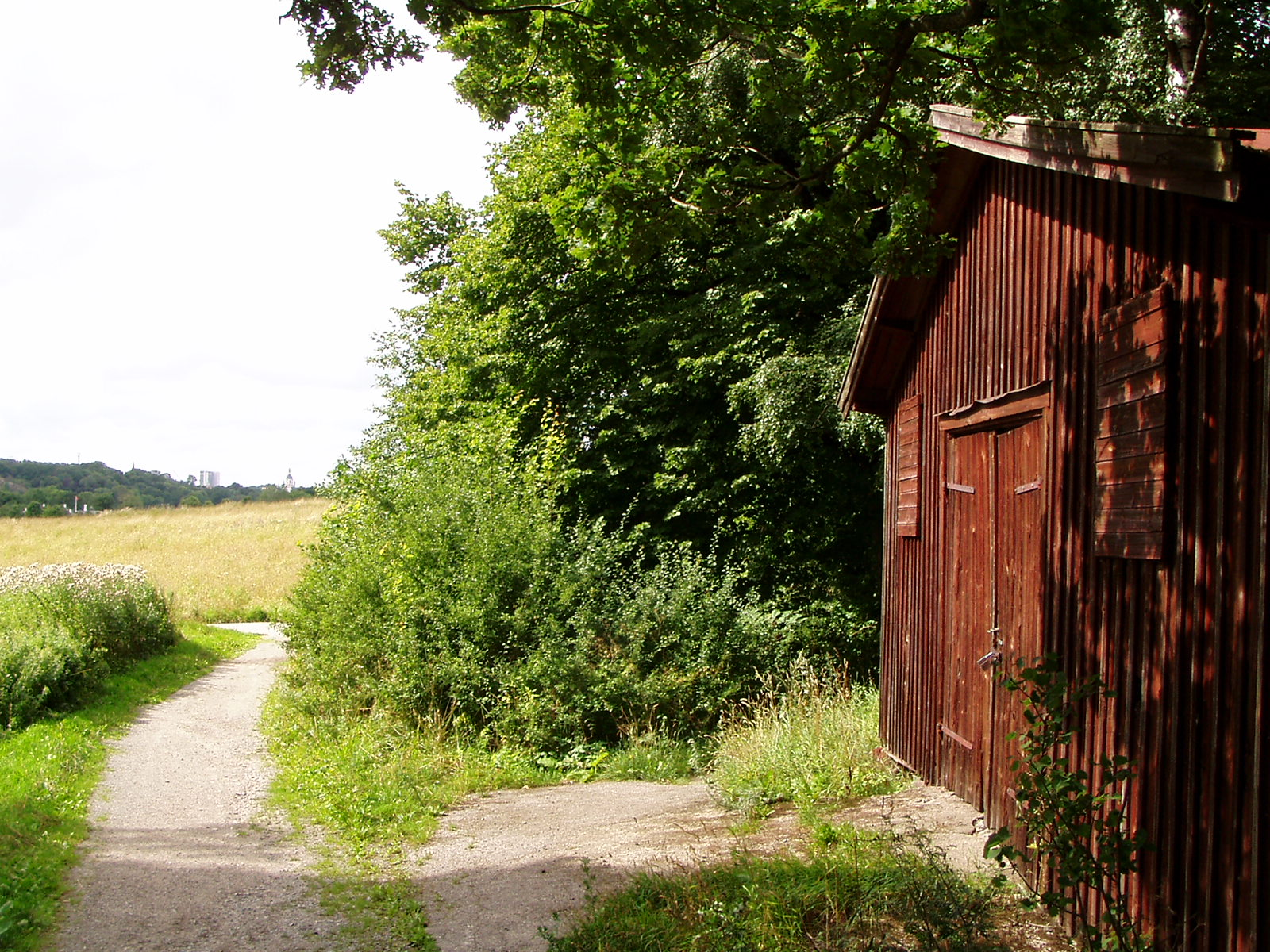
Baggarna stod bundna i kedjor utanför en lada öster om Borgen.

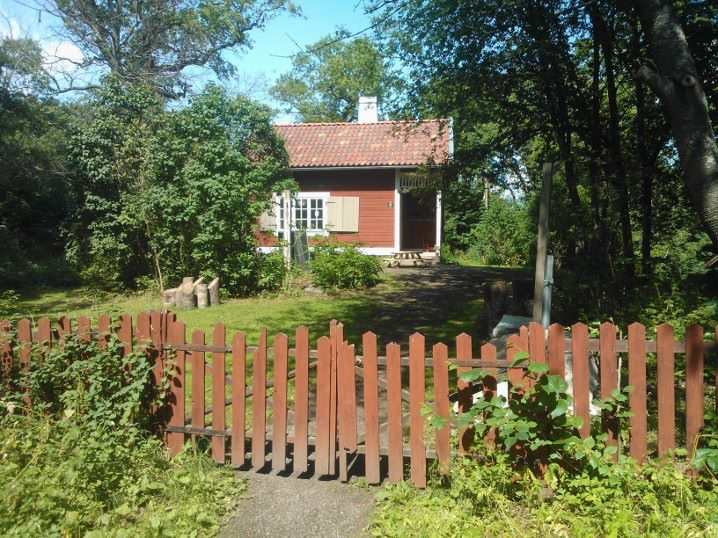
Stuga för nattvakt.

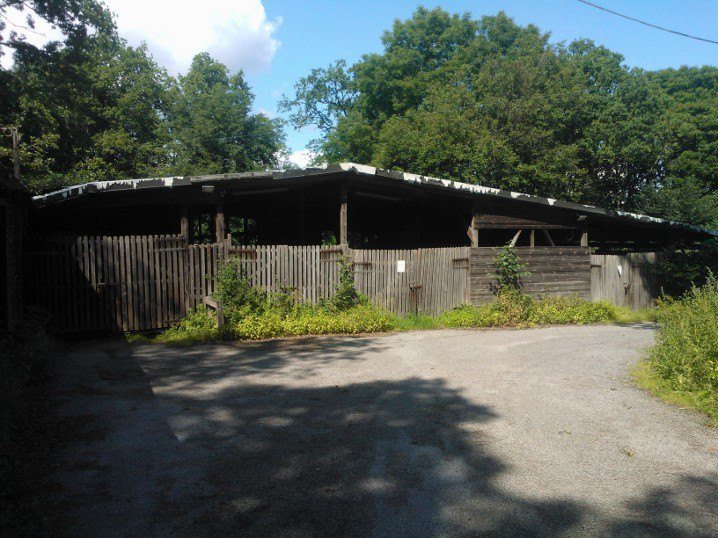
Fårstallet nära kungliga Borgen som användes fram till 1986 är idag parkförvaltningens förråd, men är fortfarande ett intakt och fungerande fårstall.

Från och med juli 1947 flyttades fårens sommarbete till Ladugårdsgärde som vid den tidpunkten överlåtits till staden efter att Flyghamnsstyrelsen och Yngve Larsson genomförde ett byte med staten av Bromma flygplats mot Gärdet (Gärdet hade tidigare varit flygplats för civila plan).
Detta var en mycket bra förändring, för fåren blev ett av allmänheten omtyckt inslag i miljön i innerstaden, och förmodligen ganska unikt för en storstad. Redan när fåren betade i Hagaparken blev de mycket populära, men efter att sommarbetet flyttade till Gärdet, fick de kultstatus och ansågs som en del av Stockholms kultursamhälle.
Gärdet var också en idealisk betesplats för får, dels genom sin storlek på 512 hektar, men också tack vare sin öppenhet. Ett öppet, flackt fält besparar en herde och vallhundar mycket arbete, genom att man från en kulle kan hålla uppsikt över hjorden utan att behöva oavbrutet förflytta sig. Vallningen under betesdriften på Gärdet bestod huvudsakligen i punktinsatser för att se till att fåren inte gick över vägar och försvårade trafiken. De få träd som står på Gärdet uppskattades av fåren under de hetaste dagarna, när de samlades under träden för att få skugga en stund.
På Ladugårdsgärde utgjorde fåren också en historisk kulturlänk, eftersom boskap från de intilliggande  Kaknäs kungsladugård,   Unnanrör kungsladugård, Medelby och Vädla kungsladugård, samt privat boskap från nuvarande Östermalm hållits på Gärdet sedan medeltiden. Större delen av Södra Djurgården och Norra Djurgårdens betesmarker tillhörde länge Djursholms gods under adelsätten Banér, och skänktes under 1400-talet till Klara kloster. Vid Gustav Vasas reduktion 1527 kom en stor ladugård med 100 kor att ingå i hans kungsgård, och den äldsta gården lär ha legat väster om Borgen.
Ända inpå början av 1900-talet drevs kor på "Gröna gatan" (nuvarande Karlavägen) för att beta på Gärdet. Gräset på Gärdet var format av över tusen år av betande boskap. Idag är det en rätt tråkig gräsmatta, eftersom maskinklippningen lätt torkar ut gräset under sommaren. Förr växte gräset ibland manshögt uppe på kullarna på Gärdet. 
Gärdet var också en omtyckt rastplats för hundägare, men respekt för herdar och får gjorde under denna tid att hundägarna oftast såg till att deras hundar inte störde fåren. Om någon lös hund började angripa fårhjorden innan hundägaren han ingripa, såg också vallhundarna till att skrämma iväg dem. Fram till 1980-talet umgicks får och hundägare utan alltför stora konflikter, och de flesta hundägarna respekterade koppeltvånget som gällde när fåren var närvarande.
Får är ofarliga även om det ibland kunde uppstå smärre konflikter, efter att folk matat dem med hårt bröd. Får älskar hårt bröd, och efter bara någon minut kunde den stackars människan bli omringad av hundratalet får som ville ha bröd. Ingen kom till skada, och oftast tröttnade fåren, annars löste herden problemet. 
Något mer spännande kunde det vara för de flanörer som inte såg skillnad på får och får, och försökte umgås med baggarna. De fyra baggarna hölls på natten i en egen kätte i sommarfållan, de hade läderhalsband, och kunde ledas två och två kortare sträckor, till lämplig plats för att beta. 
Eftersom de inte betade lösa med resten av flocken, utan stod kedjade, två och två, tjudrades de oftast strax utanför en lada på vägen mellan  Borgen och Fårstallet. Personer som försökte leka med baggarna kunde lätt reta dem, så att de började stångas, dock utan att det rapporterades någon allvarlig skada eller något sjukhusbesök.
Under 1970-talet respekterade allmänheten fortfarande såväl fåren som herden, och det var bara vid få tillfällen, när en ovanligt hänsynslös hundägare lät sin hund attackera fåren, som herden måste ingripa, genom att ringa till polisen och göra anmälan. 
Fårstallet nära Borgen ligger så pass avskilt att få människor som var ute och flanerade, hittade dit. Mycket sällan hände det att fåren stördes på natten, men vid några tillfällen stals får, vilka förmodligen slaktades i hemlighet. 
I en stuga som stod vid en stig nära fårens nattfålla bodde ett äldre par som höll uppsikt över fåren på nätterna, och som kunde ringa polisen vid misstanke om brott nära fåren.

### Fållan vid Kungliga Borgen
På Gärdet uppfördes ett nattstall med utehägn strax ovanför Kungliga Borgen. Där tillbringade fåren nätterna, och drack vatten och vilade under herdens lunchpaus. 
Klippning, mönstring, och andra intensivare sysslor utfördes sommartid i stallet. Baggarna hade en egen kätte på högersidan, och vallhundarna i en box på vänstersidan. Få människor hittade dit, så fåren fick vara ifred, och i en stuga intill bodde en nattvakt.
Fållan står idag helt intakt, och kan när som helst fungera som fårstall sommartid igen. Ett förslag om att bygga om till häststall avslogs 2001 och byggnaden används av Stockholms parkförvaltning som förråd. 

### Annat bete på Djurgården
Förutom Gärdets och Sjöhistoriska museets gräsytor betades fåren på ängarna invid Kaknästornet, utmed Kaknäsvägen vid Lidingöbro värdshus, Kaknäs skjutbanor, utmed Hunduddsvägen och invid Djurgårdsbrunnskanalen. Någon enstaka gång togs de över Djurgårdsbrunnsbron till Södra Djurgården. En mindre del av hjorden fraktades på begäran också ibland till Hagaparken där de deltog i Bellmansdagens firande.

### Skötseln av fåren
Stockholms Stad praktiserade s.k. höstlammproduktion, vilket innebär att lammen föds inomhus under vårmånaderna och växer färdigt utomhus, varvid slakten sker under hösten. Denna modell anses vara mer arbetsbesparande, men ger lägre vinst.
Hjorden ingick senare i den svenska fårkontrollen, vilken kontrollerar avelsarbetet för fårbesättningar i Sverige med syfte att göra avelsarbetet så ekonomiskt lönsamt som möjligt och att hålla en så hög kvalitet som det går. 
Lamningen
Lamningen skedde mellan mars och april och tilldrog sig stor uppmärksamhet i synnerhet från daghem i Stockholm, som kom ut till Åkeshov. Efter lamningen i mars-april uppgick fårhjorden till över 600 får, eftersom varje tacka i genomsnitt fick 2,3 lamm. 
Kastreringen
Någon tid efter lamningen kastrerades de nyfödda bagglammen för att undvika så kallad tjuvbetäckning, eftersom dessa inte ingick i något avelsarbete. Okastrerade bagglamm uppnår också lägre slaktvikter än kastrerade. Kastreringen utfördes med en tång som under någon tiondels sekund klämde till, och krossade sädesledaren.
Vårbetet
Innan sommarsäsongens bete i Hagaparken, betade de under våren i Judarskogen och vid Kyrksjölöten samt andra gräsytor i Bromma, vilka låg nära vinterstallet i Åkeshov. Denna tradition gjorde att man kunde vänja lammen vid vallning och att äta gräs under kortare stunder i början, vilka utökades undan för undan. 
Klövverkningen
Klövverkningen skedde alltid i Åkeshov inför den stundande nattvandringan. Fårens klövar som växt sig långa under vinterns uppstallning på mjuk ströbädd av halm, kortades före sommarbetet med klövtång.
Nattvandringen till Gärdet

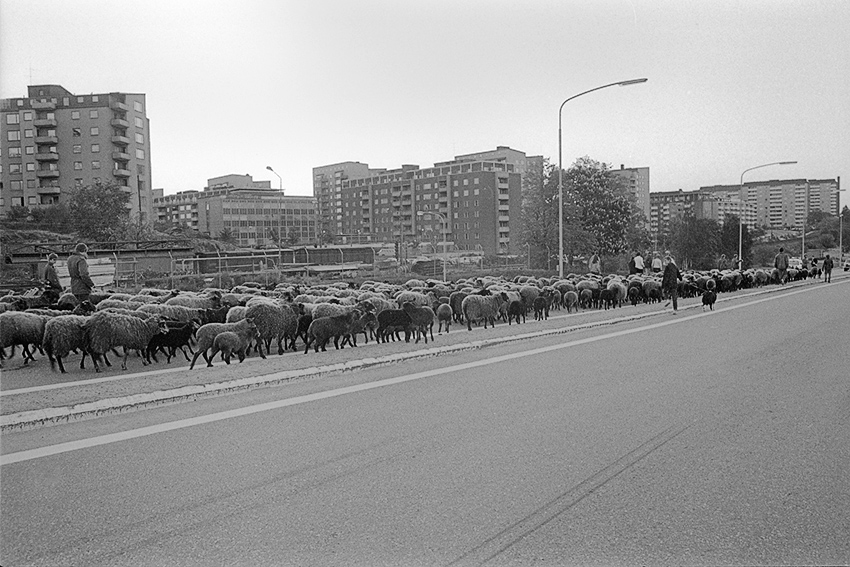
Nattvandring till Gärdet

Fåren flyttades varje år på nationaldagen från Åkeshov till sommarbetet på Gärdet, ledsagade av följebilar, journalister, och intresserade åskådare. Innan fåren drevs till sommarbete på Gärdet, städades ängarna omsorgsfullt från glas och skräp, som kunde skada fåren. Sommarstallet ställdes också i ordning, så att allt var förberett när fåren anlände på nationaldagen. Den 6 juni klockan 00.00 på natten började fårhjorden en två mils vandring genom staden, vilken pågick hela natten. Från fårstallet i Åkeshov gick vandringen på Bällstavägen förbi Bromma flygplats, vidare längs Huvudstaleden via Brommaplan, Ulvsundavägen, Bällstaviken, Huvudsta, vidare förbi Karolinska sjukhuset tills man nådde Brunnsviken i Hagaparken vid tretiden på morgonen. Fårhjorden gavs sedan någon timmes uppehåll i Hagaparken, under vilken fåren kunde dricka och beta, samt vila en stund. De första minuterna  hördes en kör av bräkanden, när lamm och mödrar som kommit från varandra, sökte efter varandra, men de lugnade sig snart, efter att de återförenats.  Från Hagaparken gick vandringen vidare via Norrtull, Roslagstull, Valhallavägen, och Hakberget på Gärdet som de första ledartackorna nådde vid mellan fem- och sextiden på morgonen.
Sommarbetet

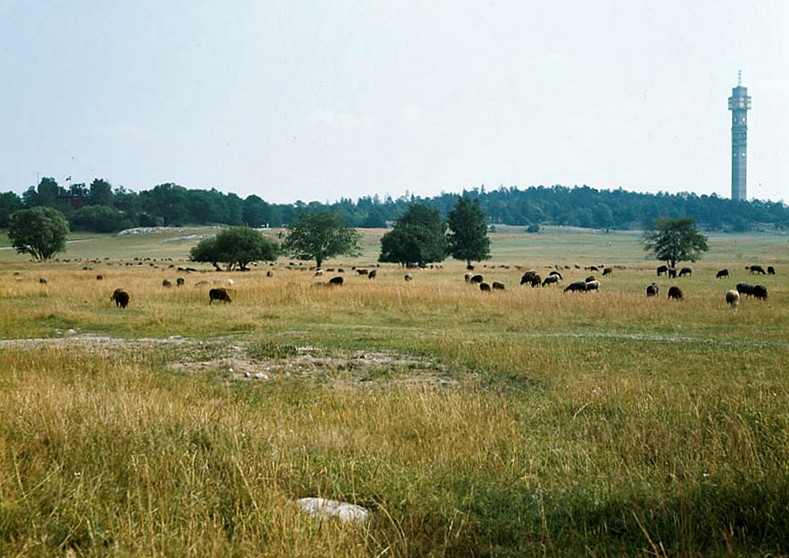
Fårbete på Ladugårdsgärde, i bakgrunden Kaknästornet.

De betade därefter huvudsakligen det stora Ladugårdsgärde från nationaldagen fram till oktober, då de, efter att lammen skickats till slakt, transporterades till Åkeshov med lastbil.
Dagsrutinerna började vid 07.00 på morgonen, när herden anlände. Vattenhoarna fylldes på så fåren kunde dricka innan betet, varunder herden också kunde uppmärksamma eventuella problem med något får. Efter att baggarna letts ut till deras betesplats, och en kedja kopplats till deras läderhalsband, öppnade herden de båda stalldörrarna och lät hjorden utrymma stallet. Vid halv åtta-tiden stod de över sexhundra fåren ute på Gärdet och betade, medan herden och hundarna vaktade dem. Klockan 11.30 togs de in till stallet för att dricka vatten, vila och idissla. Herden som hade en timmes lunchpaus gick ofta upp till Borgens servering. Efter lunchen togs fåren återigen ut på gärdet för att beta, herden valde ut en ny hund som vilat sedan föregående dags vallning, och vaktade sedan fåren fram till 15.30 när de togs tillbaka till stallet. Efter att herden ströat med ny halm på stallgolvet, fyllt på med dricksvatten i vattenhoarna, hämtat baggarna och utfodrat hundarna, slutade arbetsdagen vid 16.00.
Klippningen
Fåren brukade klippas kring midsommar. De var ett omfattande arbete, som även efter att elektriska klippmaskiner började användas, pågick under en veckas tid. Varje morgon skildes cirka femtio får av, medan resten av hjorden togs ut på Gärdet för bete. Fåren klipptes i sittande ställning, och ullen paketerades i säckar och skickades till tvättning, för att sedan säljas. Under senare delen av 1900-talet sjönk ullpriserna markant, och klippningen utfördes mer av hälso- och djurskyddsskäl än för att generera vinst. (sedan 1970-talet klipptes fåren även en gång på vintern)
Mönstringen
Mönstring var en urvalsprocess, där en del äldre tackor sorterades ut till slakt, medan de bästa lammen behölls som livlamm, och öronmärktes. Urvalskriterierna var vikt, ullens färg och beskaffenhet, samt hur krulliga lockarna var. Pälsfåren är en ras som kombinerar köttproduktion och skinn, men vars ull är mindre värd. Mönstringen hölls vanligtvis under september månad. Under flera år var mönstraren Sven Andersson, en särskilt inkallad mönstrare från Svenska Fåravelsförbundet.
Slakten
Under början av oktober månad skildes årets slaktlamm av, och transporterades med lastbil till slakteri. Fårhjorden krympte då till stambesättningens cirka 200 djur, varför herdarna under hösten kunde låta fåren beta på mindre gräsytor, och fåren fick då tillgång till betesområden vid Kaknäs och Lidingöbro. I slutet av oktober fraktades den uttunnade hjorden med lastbil tillbaka till Åkeshov för vinterstallning.
Betäckning
Betäckningen förbereddes med så kallad flushing, varvid ökad giva av kraftfoder avsågs öka nativiteten hos tackorna. Fårstallet i Åkeshov kunde under betäckningsperioden som varade någon vecka i oktober, indelas i fyra fållor med varsin betäckande bagge och ett femtiotal tackor. Baggarnas aggressivitet ökade under denna period, och herden fick se upp så han inte blev stångad, i samband med daglig höutfodring och spridande av ströhalmen. Avelsbaggarna inköptes på särskilda baggauktioner, där fårkontrollen assisterade vid valet av bagge. En av de sista inköpta baggarna hette Ture, och kom från Östanå gods i Roslagen.
Vinterklippning 
Under 1970-talet började fåren klippas en andra gång, i november efter betäckningen, för att lammen skulle bli större genom den ökade ämnesomsättningen hos tackorna.
Vintervila
Fåren hölls inomhus under hela vintern, och ägnade dygnet åt att äta och idissla, medan en ny generation lamm såg sin början inuti deras kroppar. Herdarnas arbete övergick under denna period till att rasta och aktivera vallhundarna som bodde i stallet.

### Fåren i litteratur och som filmstatister
Fåren användes ofta som bakgrundsinslag i olika TV-sammanhang, eftersom Radiohuset ligger vid Ladugårdsgärde. Särskilda filminspelningar de bidragit som statister i är Hasse och Tages film Äppelkriget från 1971, där de i slutet av filmen bildar bakgrundsmiljö när Astri och Evert Taube flanerar bland vänner, ackompanjerade av Taubes visa Änglamark, samt vid inspelningar av Trazan och Banarne. Dessa får hade också en central roll i barnboken Maria och kungens får (1982) av Bengta Olsson.

### Vallhundstävlingar
Dessa får användes också ofta vid Svenska vallhundsklubbens årliga vallhundstävlingar, eftersom de var hundvana och kände minimal stress av att vallas.

### 1980-talets problemtid
Under senare delen av 1980-talet ansåg en del, i synnerhet borgerliga, politiker att lönekostnaderna för att hålla denna fårhjord var för höga, och diskussioner uppstod kring deras existensberättigande. 
Hundägarnas bristande respekt för fåren bidrog också oftare till konflikter än de gjort förr. Diskussionerna gick fram och tillbaka kring fåren, och från denna tid återfinns hundratals artiklar i pressen, som dels belyser medborgarnas vilja att "Kungens får" fanns kvar, hundägarnas vilja att få rasta sina hundar lösa på Gärdet, och politikernas kritik över kostnaderna.

### Flytten till Järvafältet
På grund av ökat antal musikevenemang och liknande, men främst beroende på bristande respekt för fåren av nya generationer av hundägare på Gärdet, flyttades sommarbetet år 1986 från Gärdet till Hästa gård på Järvafältet i Akalla, och fåren vallades av herdar där mer sparsamt, utan hölls i hägn, för att spara lönekostnader. Men lösspringande hundar och illasinnade människor innebar stora påfrestningar för fårhjorden, och t.o.m. stöld av får förekom. För Stockholmarna innebar det att deras kultstatus försvann, de var inte längre "Kungens får", och de blev anonyma får, som sågs genom staketet i ett hägn utanför staden.

### Gärdet blev hundrastgård

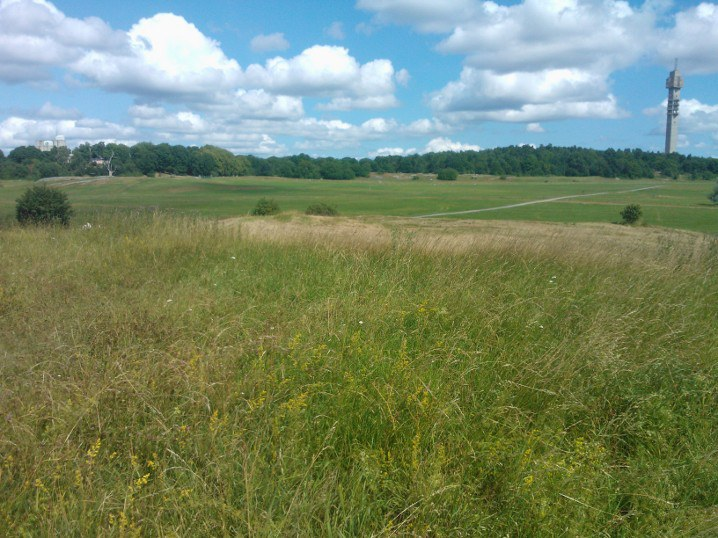
Ladugårdsgärde 20 år efter att fåren avvecklades.

Ladugårdsgärde blev, efter att fåren försvann, en enorm hundrastgård, vilket gladde hundägare, men inte alla i allmänheten. På sensommar och hösten medför antalet promenerande längs stigarna, att Gärdet blir relativt lerigt. Gärdets storlek leder till att hundägarna låter hundarna springa fritt i flockar, medan de promenerar tillsammans längs stigarna. Detta är ett nytt sätt att rasta hundar på, där kontrollen är betydligt mindre, än en promenad med färre hundar på ett mer begränsat område, där ägaren är närmare hunden, och kan ingripa vid slagsmål, eller om hunden går fram till personer som inte önskar det. Kritik har framförts mot att hundägarna hävdar en äganderätt, och har full frihet, även om detta minskar allmänhetens frihet. Antalet besökande hundar leder också till fler konflikter mellan hundarna än vad som annars är vanligt, och barn som blivit attackerade av hundarna har lett till kritik. Även konflikter mellan hundar och hästar har blivit vanligare. Hundar har angripit och bitit hästar, som kastat av ryttare och skenat till skogs.
 Vid hästhagarna vid Borgen har hästar attackerats, och åverkan utförts.
Även den ökande andelen av musikfester har starkt kritiserats. Enligt tidningen Östermalmsnytt "har det tidigare rasat in mängder av kritiska insändare om musikfestivalerna på Gärdet".

### Branden av fårstallet
I oktober 1987 brann ladugården och fårstallet i Åkeshov ner. Fåren inrymdes i provisoriska tält som satts upp på den plats intill fårstallet som idag hyser Åkeshovs arboretum.

### Avvecklingen av fåren
Under de sista året i det temporära stalltältet drabbades hjorden av en lungsjukdom orsakad av maedi-visna-virus. Enligt Göran Karlsson, djurhälsoveterinär vid Djurhälsovården i Linköping och specialist på maedi-visna-virus, så hade vistelsen i tält ingenting med viruset att göra, besättningen måste ha infekterats genom kontakt med smittade djur genom inköp eller annan direktkontakt med smittade djur.
1989 slaktades alla djuren, och Stockholms stad avvecklade sin femtioåriga hållning av får, och den sista fåraherden Peter Ohlström blev senare ansvarig för fornminnesvård i Stockholm.
En 50-årig verksamhet och tradition gick därmed i graven.

### Fårstall återuppbyggt
Fårstallet i Åkeshov är numera återuppbyggt och arrenderas av Stockholms Entreprenad som depå för maskiner och materiel.

## Privata får inhyrda av Djurgårdsförvaltningen

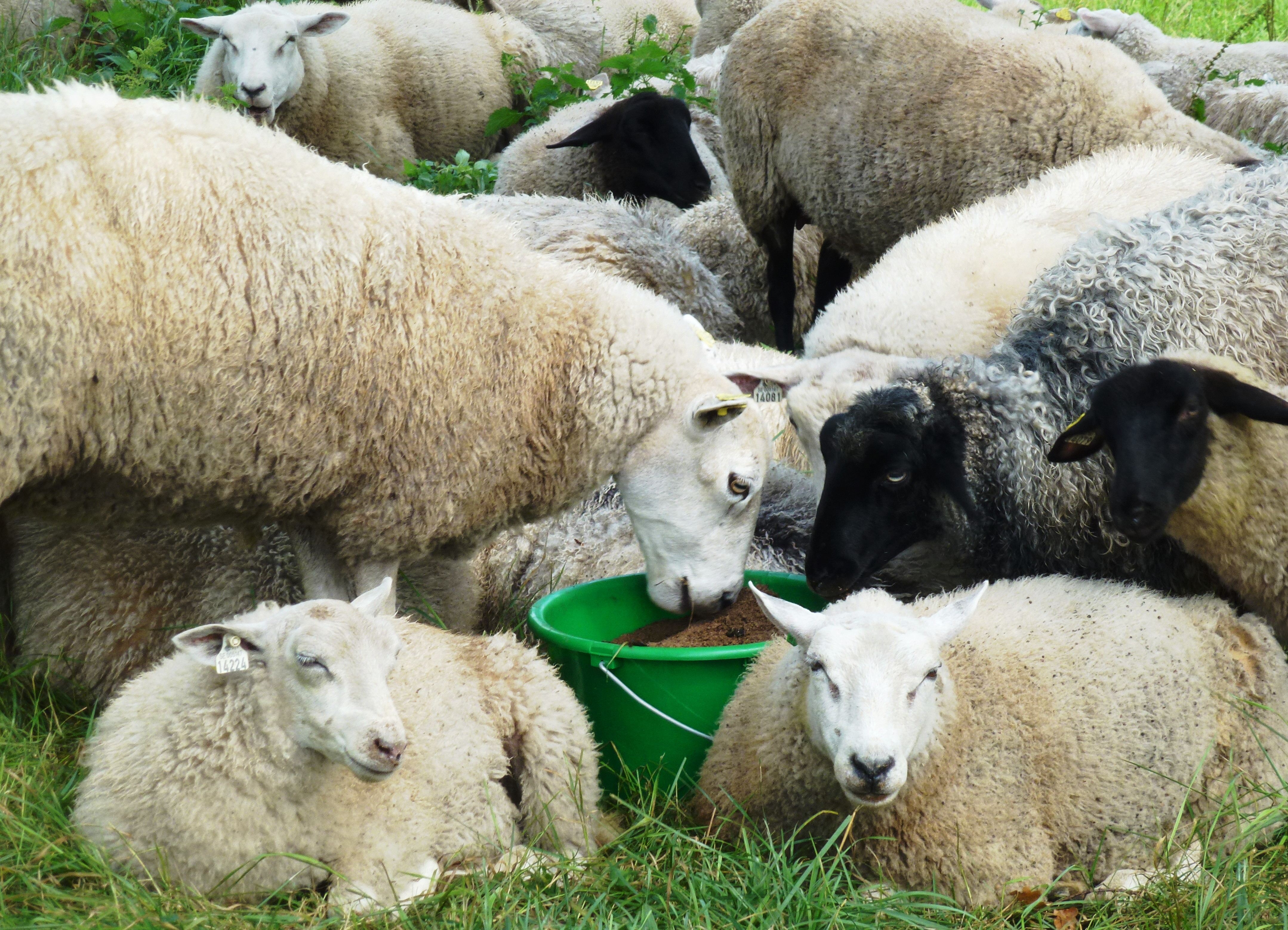
Får vid Stora Skuggan, 2014.

I samband med diskussioner om Ekoparkens tillblivelse beslutades 1992 att återigen hålla får på Djurgården i Stockholm, och sedan dess har Djurgårdsförvaltningen sommartid hyrt in får av privata fårägare för att beta av gräsmattor på Kungliga Djurgården, vilka också kallas Kungens får, dels för att anknyta till den folkliga publicitet som Stockholms stads fårhjord innehade, och genom att de betar på Kungliga Djurgårdens gräsytor.
De första åren hyrdes får från LRFs kursgård Sånga-Säby på Ekerö, då arbetade först Peter Magnell och sedan Nils Drakenberg och Johan Gustavsson som herdar. Åren 2003–2006 hyrdes får från Tofta gård på Adelsö, med Riitta Laitinen som herdinna. Sedan år 2007 har Djurgårdsförvaltningen hyrt in får från Lekeberga gård, ägd av familjen Drakenberg i Vintrosa.
De inhyrda fåren betar huvudsakligen omkring Stora Skuggan där de hålls stallade på nätterna vid 4H-gården. Under juli månad brukar dessa får betas även på Södra Djurgården, varvid de vallas dit på natten, ledsagade av ridande poliser.

### Problem med hundägare och stölder fortsätter
Även dessa får, som inte betas på Ladugårdsgärde har störts av okontrollerade hundar, och i vissa fall har man varit tvungen att avliva får som angripts. Även stölder av får har förekommit, under 2005 stals vid ett tillfälle 20 får.

## Kungens får registrerat som varumärke
År 2008 registrerade Djurgårdsförvaltningen benämningen "Kungens får" som varumärke inom två klasser: 
1. Kulturverksamhet inom området naturvård genom betande får på Kungliga Djurgården i Stockholm i avsikt att hålla landskapet öppet.
2. Naturvård genom betande får på Kungliga Djurgården i Stockholm i avsikt att hålla landskapet öppet.

Registreringen publicerad 2008-12-05 med nummer 0399492.